# Данциг, Эллисон
Эллисон Данциг (англ. Allison Danzig; 27 февраля 1898, Уэйко, Техас — 27 января 1987, Риджвуд, Нью-Джерси) — американский спортивный журналист и историк спорта. Член Национального (позже Международного) зала теннисной славы с 1968 года.

## Биография
Эллисон Данциг, уроженец Техаса, вырос в Олбани — столице штата Нью-Йорк. В годы Первой мировой войны он проходил службу в лагере Грант (Иллинойс) в звании пехотного лейтенанта. По окончании войны Данциг поступил в Корнеллский университет в штате Нью-Йорк. В Корнелле, несмотря на небольшой вес — 125 фунтов (57 кг), — он в 1920 году играл за университетскую сборную по американскому футболу. Он также был редактором университетской газеты The Daily Sun.
После окончания университета в 1921 году Данциг начал работу спортивным журналистом в нью-йоркской газете Brooklyn Eagle, но уже в 1923 году перешёл в New York Times, где проработал до самого выхода на пенсию в 1968 году, освещая соревнования по теннису (включая корт-теннис, по которому был одним из главных специалистов в прессе), гребле, американскому футболу, сквошу, а также Олимпийские игры — за пред- и послевоенные годы он публиковал репортажи с Олимпиад в Лос-Анджелесе, Лондоне, Хельсинки, Мельбурне и Риме. Как журналист Данциг отличался педантичностью и вниманием к деталям, делая подробные записи, прежде чем покинуть ложу для прессы на стадионе. Его публикации отличали художественный стиль и образный язык (коллега по профессии Джин Скотт сравнивал его отзывы о теннисных матчах с театральной критикой). Именно Данцигу приписывается первое применение термина «Большой шлем» применительно к теннису, а также изобретение термина «эйс», обозначающего подачу навылет, при которой принимающий теннисист не сумел коснуться мяча ракеткой.
Помимо газетной работы, Данциг издал ряд книг на спортивную тематику. Его книгу 1956 года «История американского футбола: Его великие команды, игроки и тренеры» (англ. The History of American Football: Its Great Teams, Players and Coaches) рецензент Херман Хикман назвал в New York Times «несомненно лучшей книгой, когда-либо опубликованной на тему студенческого футбола». Ещё одной известной работой Данцига, посвящённой американскому футболу, была книга «О, как они играли» (англ. Oh, How They Played The Game). Теннису и другим играм с ракеткой были посвящены книги Данцига «Игры с ракеткой» (англ. The Racquet Game, 1930) и «Книга о теннисе для чтения у камелька» (англ. The Fireside Book of Tennis, 1972).
Эллисон Данциг, последние годы жизни проведший в Рамси (Нью-Джерси), умер в январе 1987 года в больнице города Риджвуда. Он оставил после себя жену, двух дочерей и сына и 11 внуков и правнуков.

## Признание заслуг
В 1964 году Эллисон Данциг был удостоен приза Национальной ассоциации спортивных комментаторов и журналистов как лучший автор произведений о спорте. В 1968 году, в год, когда Данциг ушёл на пенсию, завершив активную журналистскую карьеру, его имя было внесено в списки Национального (позже Международного) зала теннисной славы и Национального зала гребной славы. В 1979 году Данциг стал членом Зала спортивной славы Корнеллского университета; он также был членом зала славы Фонда Хелмса.
В честь Эллисона Данцига назван ряд спортивных наград. Колумбийский университет вручает Кубок Эллисона Данцига победителям ежегодного теннисного матча между сборными этого вуза и Корнеллского университета. Лонгвудским крикетным клубом (Честнат-Хилл, Массачусетс) учреждён Приз Эллисона Данцига за выдающиеся работы в области теннисной литературы и журналистики, а Престижным кантри-клабом Нассо (Нью-Йорк) учреждён Трофей Эллисона Данцига за спортивное благородство.